# 粒细胞
粒细胞（granulocyte）或有粒白细胞，是一类胞质中有特殊颗粒的白细胞，与之相对的则称无粒白细胞（agranulocyte）。根据颗粒着色性质分为嗜中性、嗜酸性和嗜碱性粒细胞三种。粒细胞由补体调节蛋白调控从骨髓中产生。
粒细胞的细胞核形态多样，因而又称多形核白细胞（polymorphonuclear leukocyte，PMN，PML），不过目前一般说多形核粒细胞是特指中性粒细胞（neutrophil granulocyte），其也为数量最多的粒细胞 。

## 粒细胞类型
粒细胞可由其在瑞氏染色下的表现分为中性粒细胞、嗜酸性粒细胞、嗜碱性粒细胞三类。其他不属于粒细胞的白细胞主要为单核细胞和淋巴细胞。

### 嗜中性球

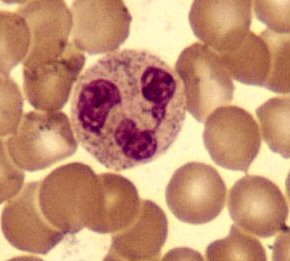
在红细胞之间的中性粒细胞，其细胞核分为多叶，可在细胞质中见到细胞内颗粒体。（经过吉姆萨氏染色后高倍放大）

中性粒细胞通常可在血液中发现，为最常见的吞噬细胞，占白细胞总数的50%到60%。中性粒细胞在人血中含量约为2500 - 7500个/mm3，直径约10~15μm，寿命半衰期约为6天。一旦收到对应信号，中性粒细胞可在30分鐘内經血液到達感染發生處。 中性粒细胞可快速包围并猛烈吞噬由补体和抗体覆盖的异物。在吞噬结束后，中性粒细胞并不返回血液中，而是转化为脓细胞并死亡。 成熟的中性粒细胞比单核细胞小，且拥有分為兩到五區的细胞核，每個分區之间由染色質絲連接。在感染發生時骨髓并不直接產生中性粒细胞，而是中性粒细胞的前身髓细胞和前髓细胞。
长期以来人们已经认识到人类中性粒细胞细胞内颗粒体具有蛋白质降解能力并可杀菌。中性粒细胞可分泌生物活性物质刺激单核细胞与巨噬细胞，促进吞噬作用和与细胞内杀伤有关的活性氧化合物合成 。中性粒细胞有两种颗粒体：在较幼细胞中发现的基本颗粒体或嗜天青颗粒体和在成熟细胞中发现的特殊颗粒。基本质粒包含用于杀菌的阳离子蛋白与防御素、用于降解细菌蛋白质的蛋白质水解酶与组织蛋白酶G、用于破坏细菌细胞壁的溶菌酶和用于生成杀菌物质的髓过氧化物酶。基本颗粒体还可激活对与IgG抗体结合细菌的吞噬作用 次级颗粒体包含生成毒性氧化物的相关化合物、溶菌酶和从细菌中抢夺必要铁元素的乳铁蛋白。

### 嗜酸性球

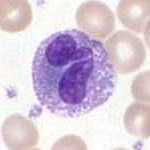
被红细胞包围的嗜酸性粒细胞

嗜酸性粒细胞细胞核同样分为多叶（2到4叶）。因在血液中有较强脱粒倾向，嗜酸性粒细胞众的颗粒数目不定。嗜酸性粒细胞的颗粒中包含了特殊的毒性蛋白以及组织蛋白酶，在杀灭如寄生性线虫等寄生虫的过程中扮演了重要的角色。该细胞上与IgE结合的受体也参与了此过程。嗜酸性粒细胞在吞噬过程中也起到了有限的作用。该细胞颗可进行抗原呈递并调节其他免疫细胞（如CD4+ T细胞、树突状细胞、B细胞、肥大细胞、中性粒细胞、嗜鹼性粒細胞等的功能。）功能。嗜酸性粒细胞参与肿瘤细胞的消灭并促进损伤组织的修复。由嗜碱性粒细胞分泌的白细胞介素-5可促进嗜酸性粒细胞成长及分化。

### 嗜鹼性球

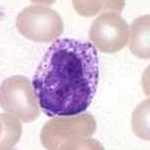
被红细胞包围的嗜碱性粒细胞，其细胞核分为多叶

嗜碱性粒细胞是骨髓和血液中最不常见的细胞之一，其数量小于细胞总数的2%。该细胞也也具备分叶的细胞核，但其细胞核仅有两叶，连接两叶之间的染色质不明显。嗜碱性粒细胞具有与IgE、IgD、补体系统和组胺结合的受体。嗜碱性粒细胞的细胞质包含不定数目的颗粒；一般而言，颗粒数目足以遮挡其细胞核。其颗粒富含组胺、肝素、硫酸软骨素、过氧化物酶、血小板活化因子和其他物质。
感染发生时，成熟嗜碱性粒细胞会离开骨髓并抵达感染处。嗜碱性粒细胞受伤后释放组胺而引发炎症反应以抵抗感染。组胺使嗜碱性粒细胞附近的毛细血管扩张并使其渗透性增强。受伤的嗜碱性粒细胞和其他白细胞会释放前列腺素以加快感染处的血液流动。上述两过程将凝血物质运至感染处，阻止微生物进入身体并开始恢复过程。血管渗透性增强还令更多吞噬细胞进入感染处吞噬微生物。

## 粒细胞生成
粒细胞由骨髓中的造血干细胞分化而成，该分化过程为粒细胞生成。该过程中包含包括原粒细胞、早幼粒细胞等在内的若干中间细胞。

## 释放或制造的有毒物质
下述列表为粒细胞脱粒过程中产生或释放的有毒物质的样例：
- 低pH囊泡 (3.5 - 4.0)
- 有毒氧源物质 （如超氧化物、过氧化氢、超氧酸根、单分子氧、次卤酸根等）
- 有毒氧化物 （一氧化氮）
- 抗菌剂 （防御素、阳离子蛋白）
- 酶
- 溶菌酶：溶解一些革兰氏阳性菌的细胞壁
- 酸性水解酶（英语：acid hydrolase）：进一步消化细菌

## 病理学
粒细胞减少是一种血液中粒细胞含量异常低的症状。此症状降低了身体抵抗感染的能力。相似术语还包括粒细胞缺乏症（完全缺失粒细胞）和中性粒细胞减少症（缺乏中性粒细胞）。通过输血补充粒细胞是其治疗方法之一，但是因粒细胞在血液中寿命仅约10小时（在脾脏与其他组织中可达数日），此方法无长期效果。此外该方法还有其他并发症。
1型糖尿病罹患者的粒细胞通常缺乏趋化性。

## 其他图片

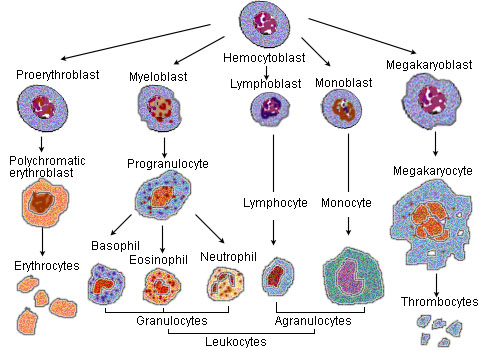
血细胞演化
血细胞生成

## 脚注
1. ↑  . 术语在线. 全国科学技术名词审定委员会. （简体中文）
2. ↑  WebMD. .  3rd. Houghton Mifflin Harcourt. 2009: 181. ISBN 978-0-544-18897-6.
3. ↑  eMedicine Dictionary上的polymorphonuclear+leukocyte
4. ↑  WebMD. .  3rd. Houghton Mifflin Harcourt. 2009: 244. ISBN 978-0-544-18897-6.
5. ↑  Stvrtinová, Viera; Ján Jakubovský and Ivan Hulín. . . Computing Centre, Slovak Academy of Sciences: Academic Electronic Press. 1995  [March 28, 2009]. ISBN 80-967366-1-2. （原始内容存档于2010年12月31日）.
6. 1 2 3  周德庆. . 北京: 高等教育出版社. 2002: 293. ISBN 978-7040-1111-63.
7. ↑  Abbas,Chapter 12, 5° Edition
8. 1 2  Sompayrac p. 18
9. ↑  Robinson p. 187 and Ernst pp. 7–10
10. ↑  Linderkamp O, Ruef P, Brenner B, Gulbins E, Lang F. . Pediatr. Res. December 1998, 44 (6): 946–50  [2009-04-06]. PMID 9853933. doi:10.1203/00006450-199812000-00021. （原始内容存档于2012-04-28）.
11. ↑  Paoletti p. 62
12. ↑  Soehnlein O, Kenne E, Rotzius P, Eriksson EE, Lindbom L. . Clin. Exp. Immunol. January 2008, 151 (1): 139–45  [March 29, 2009]. PMC 2276935 . PMID 17991288. doi:10.1111/j.1365-2249.2007.03532.x. （原始内容存档于2012-12-09）.
13. 1 2 3  Mayer, Gene. . Microbiology and Immunology On-Line Textbook. USC School of Medicine. 2006  [November 12, 2008]. （原始内容存档于2014-10-21）.
14. ↑  Soehnlein O, Kai-Larsen Y, Frithiof R;  et al. . J. Clin. Invest. October 2008, 118 (10): 3491–502  [March 29, 2009]. PMC 2532980 . PMID 18787642. doi:10.1172/JCI35740.
15. 1 2  Hess, Charles E. . University of Virginia Health System.   [2009-04-10]. （原始内容存档于2009-08-13）.
16. 1 2  Baron, Samuel (editor). . EditionThe University of Texas Medical Branch at Galveston. 1996  [2012-03-18]. ISBN 0-9631172-1-1. （原始内容存档于2009-08-13）.
17. ↑  Gleich GJ, Adolphson CR. . Advances in Immunology. 1986, 39: 177–253. PMID 3538819. doi:10.1016/S0065-2776(08)60351-X.
18. 1 2  Campbell p. 903
19. ↑  Akuthota P, Wang HB, Spencer LA, Weller PF. . Clinical and Experimental Allergy : Journal of the British Society for Allergy and Clinical Immunology. August 2008, 38 (8): 1254–63. PMC 2735457 . PMID 18727793. doi:10.1111/j.1365-2222.2008.03037.x.
20. ↑  Kariyawasam HH, Robinson DS. . Seminars in Respiratory and Critical Care Medicine. April 2006, 27 (2): 117–27. PMID 16612762. doi:10.1055/s-2006-939514.
21. ↑  Hess, Charles E. . University of Virginia Health System.   [2009-04-10]. （原始内容存档于2009-08-13）.

参考书籍
- Campbell, Neil A., Reece Jane B., Biology (6th edition), Pearson Education, Inc., 2002 ISBN 0-8053-6624-5
- Delves, P.J., Martin, S. J., Burton, D. R. and Roit I.M. Roitt's Essential Immunology (11th edition), Blackwell Publishing, 2006, ISBN 978-1-4051-3603-7.
- Ernst J. D. and Stendahl O., (editors), Phagocytosis of Bacteria and Bacterial Pathogenicity, Cambridge University Press, 2006, ISBN 0-521-84569-6 Website （页面存档备份，存于）
- Hoffbrand, A.V., Pettit, J.E. and Moss, P.A.H., Essential Haematology (4th edition), Blackwell Science, 2005, ISBN 0-632-05153-1.
- Paoletti R., Notario A. and Ricevuti G., (editors), Phagocytes: Biology, Physiology, Pathology, and Pharmacotherapeutics, The New York Academy of Sciences, 1997, ISBN 1-57331-102-2.
- Robinson J.P. and Babcock G. F., (editors), Phagocyte Function —A guide for research and clinical evaluation, Wiley–Liss, 1998, ISBN 0-471-12364-1
- Sompayrac, L. How the Immune System Works (3rd edition), Blackwell Publishing, 2008, ISBN 978-1-4051-6221-0